# Johan Schlingemann
Johan Frederik Godard (Johan) Schlingemann (Maastricht, 6 oktober 1914 - Oostburg, Zeeland, 30 oktober 1988) was van 1967 tot 1981 Tweede Kamerlid voor de VVD.
- Biografisch Portaal: 13276775
- International Standard Name Identifier: 0000 0004 5285 9976
- Nederlandse Thesaurus van Auteursnamen: 39416072X
- Parlement.com: vg09ll7o1qzk
- Virtual International Authority File: 317290955
- WorldCat: E39PBJfGYk63XjcMXYCXrJ7vHC